# Фостер (округ Кларк, Вісконсин)
Фостер (англ. Foster) — місто (англ. town) в США, в окрузі Кларк штату Вісконсин. Населення — 118 осіб (2020).

## Демографія
Згідно з переписом 2010 року, у місті мешкало 95 осіб у 47 домогосподарствах у складі 33 родин. Було 171 помешкання
Расовий склад населення:
| - 96,8 % — білих - 1,1 % — чорних або афроамериканців - 1,1 % — азіатів |

До двох чи більше рас належало 1,1 %. Частка іспаномовних становила 0,0 % від усіх жителів.
За віковим діапазоном населення розподілялося таким чином: 11,6 % — особи молодші 18 років, 57,9 % — особи у віці 18—64 років, 30,5 % — особи у віці 65 років та старші. Медіана віку мешканця становила 58,1 року. На 100 осіб жіночої статі у місті припадало 120,9 чоловіків;  на 100 жінок у віці від 18 років та старших — 110,0 чоловіків також старших 18 років.
Середній дохід на одне домашнє господарство  становив 64 205 доларів США (медіана — 46 750), а середній дохід на одну сім'ю — 74 876 доларів (медіана — 56 250). Медіана доходів становила 55 000 доларів для чоловіків та 26 875 доларів для жінок. За межею бідності перебувало 3,4 % осіб, у тому числі 0,0 % дітей у віці до 18 років та 2,8 % осіб у віці 65 років та старших.
Цивільне працевлаштоване населення становило 31 особа. Основні галузі зайнятості: виробництво — 29,0 %, освіта, охорона здоров'я та соціальна допомога — 22,6 %, роздрібна торгівля — 16,1 %, транспорт — 9,7 %.